# Erhard Köllner

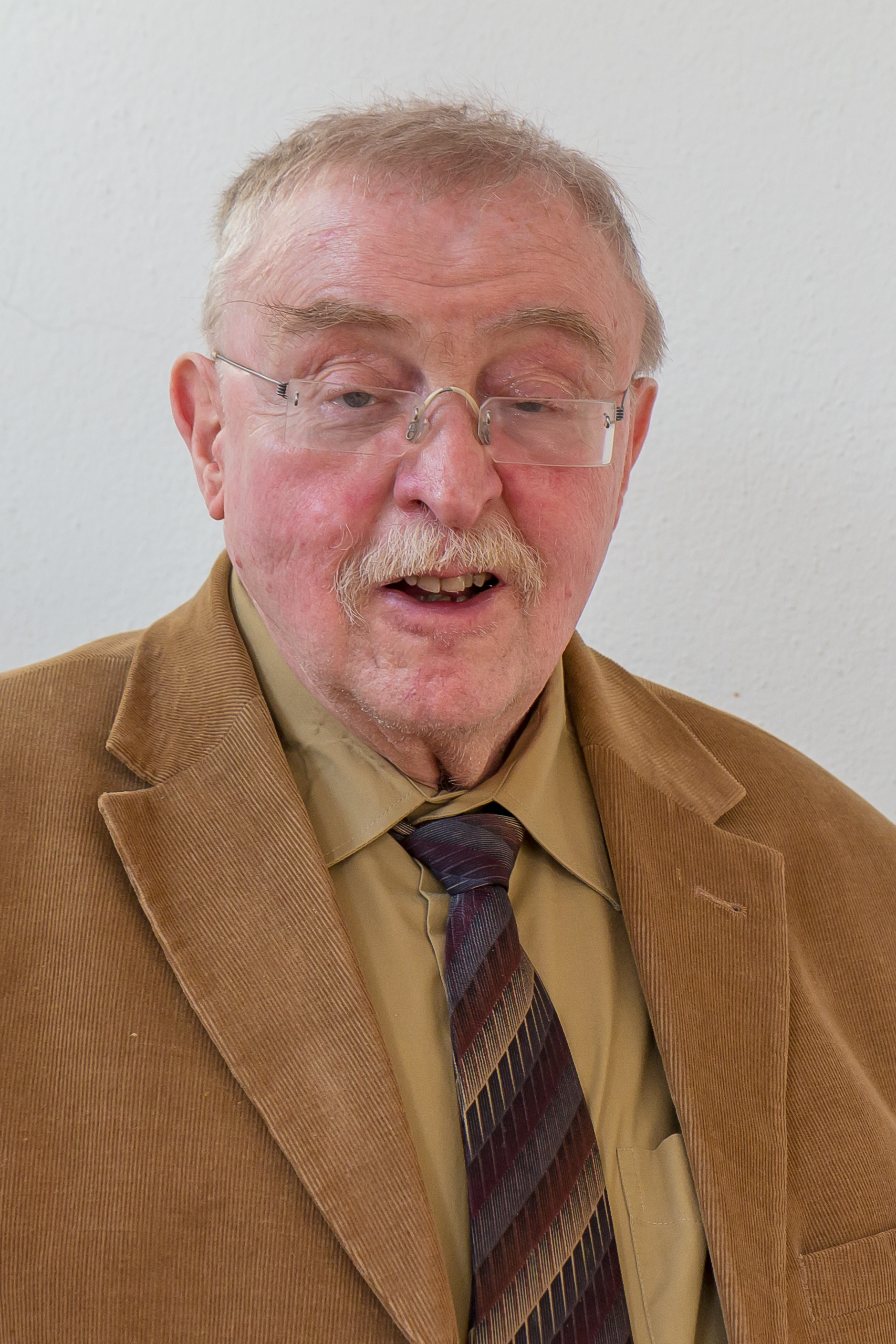
Erhard Köllner, 2017

Erhard Köllner (* 11. Januar 1950 in Würzburg) ist ein deutscher Erziehungswissenschaftler, Sexologe und Psychotherapeut, der sich in seiner Forschung vor allem mit der Lebenssituation homosexueller Menschen beschäftigte. Er lebt und wirkt seit 1977 in Köln.

## Leben und Werk
Erhard Köllner wuchs als jüngster Sohn einer kinderreichen Pfarrersfamilie im fränkischen Jura in Creußen (bis 1963) und Bamberg (1963–1971) heran. Zunächst machte er eine Ausbildung in wirtschafts- und steuerberatenden Berufen. Nach dem Abitur studierte er an der Augustana-Hochschule Neuendettelsau (1973) Religionspädagogik und kirchliche Bildungsarbeit und anschließend Pädagogik, Psychologie und Soziologie in Würzburg und Köln.
Nach dem zweiten Semester wurde Köllner wissenschaftliche Hilfskraft am Institut für Pädagogik der Julius-Maximilians-Universität Würzburg. 1979 legte er erfolgreich die Diplomhauptprüfung für Pädagogik ab und machte eine Ausbildung als Psychotherapeut. 1990 promovierte er in Köln zum Doktor der Pädagogik mit einer empirischen Studie über Homosexualität unter dem Titel „Homosexuelle Sozialisation und Gay Councelling“. Die Studie über den Lebenszusammenhang männlicher Homosexueller basierte auf einem 25-seitigen Fragebogen mit 102 Einzelfragen. Sein Doktorvater Heinrich Lenzen war Schüler von Otto Friedrich Bollnow und Bollnow wiederum Schüler von Herman Nohl, dem Begründer der Geisteswissenschaftlichen Pädagogik.
1995/1996 führte Köllner als Lehrbeauftragter an der Heilpädagogischen Fakultät der Universität zu Köln Veranstaltungen zur klientenzentrierten Beratung durch.
Mit seinem wissenschaftlichen Hauptwerk Homosexualität als anthropologische Herausforderung (2001) sieht sich Köllner in der Nachfolge seiner Lehrer als Vertreter der Geisteswissenschaftlichen Pädagogik. Eine zentrale These seiner Arbeit ist die Kritik an der mangelnden Kommunikation zwischen den Generationen als „Dialog der bereits Emanzipierten mit denen, die zu emanzipieren sich eben auf den Weg machen“.
Die Problemlagen und Nöte männlicher Homosexueller, die bei seiner empirischen Studie zutage traten, waren der Anstoß für sein Taschenbuch Schwul und Selbstbewußt, das praktische Lebenshilfe für homosexuelle Männer liefern soll. Aus seiner Sicht gehören Theorie und Praxis für einen Pädagogen untrennbar zusammen.
Seit August 2015 ist er im Ruhestand.

## Veröffentlichungen (Auswahl)
- Homosexuelle Sozialisation und Gay Counselling. Coming out und Homosexuelle Sozialisation bei männlichen Homosexuellen unter besonderer Akzentuierung von Reifegradpräferenz und Interpersonaler Attraktion. Eine sexualwissenschaftliche Studie mit sozialpädagogischer Reflexion. Dissertation, Lit-Verlag, Münster 1990, ISBN 978-3-88660-586-6
- Pädagogische Bemühungen. Eine Sammlung von Aufsätzen. Hochschulschriften, Bd. 18, Lit-Verlag, Münster 1991, ISBN 978-3-88660-791-4
  - Forschungsmethoden in der Erziehungswissenschaft, S. 9–20
  - Soziale Rolle und Rollentheorie, S. 21–34
  - Hochbegabung/Hochbegabungsforschung, S. 35–54
  - Schichtenspezifische Sozialisationsforschung – kritisch, S. 55–66
  - Der paradigmatische Charakter der Anomietheorie in der Soziologie des abweichenden Verhaltens, S. 67–76
  - Zur Problematik „Freundschaftsdauer bei Homosexuellen“, S. 77–85
  - Das Wesen der Ephebophilie und ihre Stellung in der Homosexuellen-Forschung, S. 87–96
- Schwul und selbstbewußt. Selbsterfahrungsprogramm. Partnertraining. Selbstsicherheitstraining. Rowohlt Taschenbuch, Reinbek 1994, ISBN 978-349919-634-8
- Beratung in der sozialen Arbeit: Übungsbuch zur klientenzentrierten Gesprächsführung, Kohlhammer Verlag, Stuttgart 1996, ISBN 978-317013-811-7
- Homosexualität als anthropologische Herausforderung. Konzeption einer Homosexuellen Anthropologie. Verlag Julius Klinkhardt, Bad Heilbrunn 2001, ISBN 3-78151-138-3.